# 塞博尔加
塞博尔加（義大利語：Seborga），是意大利因佩里亚省的一个市镇。总面积4.91平方公里，人口312人，人口密度63.5人/平方公里（2009年）。ISTAT代码为008057。
該鎮以聲稱獨立於義大利，成為塞博爾加君主公國而著名。